# 順序数定義可能集合
数学の集合論において、集合Sが順序数定義可能（じゅんじょすうていぎかのう、英: ordinal definable）であるとは、非形式的には、
有限個の順序数によって一階述語論理式による定義を用いてされること。順序数定義可能集合はGödel (1965)によって導入された。
この非形式な定義の短所は量化が一階述語論理の式全てにわたる必要があり、これは集合論の言語では形式化できないことである。しかしながら、その定義を形式的に記述する方法はある。そのアプローチでは、集合{\displaystyle S}を{\displaystyle V_{\alpha _{1}}}の要素として一階述語論理式 φ、α2...αn をパラメータとしてとることによって定義できるような有限個の順序数α1...αnがあるときに、順序数定義可能であると形式的に定義される。
ここで {\displaystyle V_{\alpha _{1}}} はフォン・ノイマン階層のα1番目のことである。言い換えると、Sは量化を{\displaystyle V_{\alpha _{1}}}に制限したときに、式 φ(S, α2...αn) を成り立たせる一意的な対象ということである。
順序数定義可能集合全てによるクラスを OD で表す。これは推移的クラスというわけではないし、一般には外延性公理を満たさないから普通はZFCのモデルともいえない。集合が遺伝的順序数定義可能であるとは、その集合が順序数定義可能であり、かつその推移閉包の全ての要素が順序数定義可能であることをいう。遺伝的順序数定義可能集合全てによるクラスを HOD で表す。これは定義可能な整列付けによりZFCの推移的モデルになる。全ての集合が順序数定義可能であるという主張（ないしは遺伝的順序数定義可能であるという主張）は集合論の公理と無矛盾である。この主張は V = OD や V = HOD として表される。これはV = Lと、ユニバースの(定義可能な) 整列づけの存在性が同値であることから導かれる。V = HOD を表す式は HOD の中で真である必要はないことには注意。HODの中では HOD 自体の解釈がさらに小さい内部モデルを考えられることから、この式は絶対的ではない。

## 参照
- Gödel, Kurt (1965) [1946], “Remarks before the Princeton Bicentennial Conference on Problems in Mathematics”, in Davis, Martin, The undecidable. Basic papers on undecidable propositions, unsolvable problems and computable functions, Raven Press, Hewlett, N.Y., pp. 84–88, ISBN 978-0486432281, MR0189996
- Kunen, Kenneth (1980), Set theory: An introduction to independence proofs, Elsevier, ISBN 978-0-444-86839-8